# 高紹信
高绍信（540年代—？），北齐文襄帝高澄六子，燕氏所生，渔阳王。历任特进、开府、中领军、护军、青州刺史。

## 母
燕氏，高澄的妾室。

## 生平
高绍信经过渔阳郡时，高绍信与大富人钟长命同床而坐，太守郑道盖来拜谒，钟长命想起赖，绍信不听：“此何物小人，主人公为起！”与钟长命结为义兄弟，王妃与长命之妻结为姊妹，责其阖家老幼，都有馈赠，钟氏因此遂贫困。北齐灭亡，死于长安。

## 延伸阅读
[在维基数据编辑]
 《北齊書·卷11》，出自李百药《北齊書》
 《北史·卷052》，出自李延壽《北史》